# Labinsk
Labinsk (russisch Лабинск) ist eine Stadt mit 62.864 Einwohnern (Stand 14. Oktober 2010) in der Region Krasnodar im südlichen Russland. Sie liegt am rechten Ufer des Flusses Laba, etwa 180 km östlich von der Regionshauptstadt Krasnodar. Die nächstgelegene Stadt ist Kurganinsk, rund 30 km nördlich von Labinsk.

## Geschichte
Labinsk wurde im Jahr 1841 gegründet und hieß zunächst Labinskaja (Лабинская) nach dem Fluss Laba. Ursprünglich war es eine der Festungen, die entlang einer Schutzlinie nördlich des Kaukasus angelegt und von Kosaken bewacht wurden. Anfangs überwiegend von diesen bewohnt, entwickelte sich der Ort bis Ende des 19. Jahrhunderts zu einem nicht unbedeutenden Handelsplatz, dessen Einwohnerschaft auch aus zugewanderten Russen und Ukrainern bestand. 1913 erhielt Labinskaja Anschluss an das Eisenbahnnetz des Russischen Reiches.
Im Zweiten Weltkrieg war Labinskaja von August 1942 bis Januar 1943 von der deutschen Wehrmacht besetzt und konnte im Zuge der Nordkaukasischen Operation befreit werden. In der Nachkriegszeit wurde der Ort rasch wiederaufgebaut und um neue Industriebetriebe erweitert. 1947 erhielt er Stadtrechte sowie den Namen Labinsk.

### Bevölkerungsentwicklung
| Jahr | Einwohner |
| ---- | --------- |
| 1939 | 30.003    |
| 1959 | 41.944    |
| 1970 | 49.982    |
| 1979 | 53.988    |
| 1989 | 57.958    |
| 2002 | 61.446    |
| 2010 | 62.864    |

Anmerkung: Volkszählungsdaten

## Wirtschaft und Verkehr
Labinsk gilt als Zentrum der Nahrungsmittel- und Leichtindustrie, ein weiterer bedeutender Betrieb der Stadt ist die Farbenfabrik Chimik. In der näheren Umgebung der Stadt wird vornehmlich Landwirtschaft betrieben, was durch den dortigen fruchtbaren Tschernosem-Boden begünstigt wird. Labinsk hat Anschluss an die Fernstraße M29 sowie den Bahnhof Labinskaja mit Verbindungen nach Kurganinsk und hierüber auch in andere Städte.

## Söhne und Töchter der Stadt
- Pawel Gorgulow (1895–1932), Mörder des französischen Staatspräsidenten Paul Doumer
- Rudolf Barschai (1924–2010), Dirigent und Violaspieler
- Alexander Bucharow (* 1975), Schauspieler
- Pjotr Chamukow (* 1991), Boxer
- Omar Surchai ogly Popow (* 2003)